# ديل-أنجيلو وليامز
ديل-أنجيلو وليامز (بالألمانية: Del-Angelo Williams)‏ هو لاعب كرة قدم ألماني في مركز الهجوم، ولد في 4 أغسطس 1993 في ماربورغ في ألمانيا. لعب مع هانزا روستوك.

## وصلات خارجية
- ديل-أنجيلو وليامز على موقع قاعدة بيانات كرة القدم.إي يو (الإنجليزية)
- ديل-أنجيلو وليامز على موقع بيانات كرة القدم. دي إي (الألمانية)
- ديل-أنجيلو وليامز على موقع Soccerway.com (الإنجليزية)
- ديل-أنجيلو وليامز على موقع عالم كرة القدم.نت (الإنجليزية)